# Iglódi István
Iglódi István (néhol Iglódy) (Magyarbóly, 1944. április 29. – Budapest, 2009. december 3.) Kossuth- és kétszeres Jászai Mari-díjas magyar színművész, rendező, színigazgató, érdemes művész.

## Élete
Az Eötvös József Gimnáziumban érettségizett, 1962-ben. Már itt rendszeresen fellépett önképzőköri előadásokon. 1966-ban színészként végzett a Színház- és Filmművészeti Főiskolán. 1968-ban rendezői diplomát is szerzett. 1966–1973 között tagja volt a Nemzeti Színháznak. 1973–1982 között a 25. Színház színész-rendezője, 1982–1990 között pedig a József Attila Színház főrendezője, azután a Nemzeti Színház rendezője volt. 1993–1996 között a Művész illetve az időközben Thália Színházra visszakeresztelt társulat színésze, 1996–1999 között a Nemzeti Színház főrendezője volt, majd 1999-től haláláig ugyanennek, a Pesti Magyar Színházra átnevezett intézménynek az igazgatója volt. Több színházban vendégszerepelt rendezőként és színészként, 1981-től tanított is a Színház- és Filmművészeti Főiskolán.
Nevéhez fűződik Törőcsik Mari színházi kiugrása. Ő rendezte a Nemzeti Színház kamaraszínházában, a Katona József Színházban a Varsói melódia című darabot. A Törőcsik-Sztankay páros alakítását elragadtatással fogadta a közönség és a kritika is.
Nagy munkabírású, tevékeny művész volt. Halála előtt két hónappal, a Budapesti Kamaraszínházban rendezte Dallos Szilvia Utószinkron című darabjának ősbemutatóját.
2009. december 2-án a szolnoki Szigligeti Színház Vízkereszt, vagy amit akartok próbáján rosszul lett és egy nappal később elhunyt. A Farkasréti temetőben helyezték örök nyugalomra december 15-én.

## Színházi szerepei
- Karl Rosmann (Kafka: Amerika)

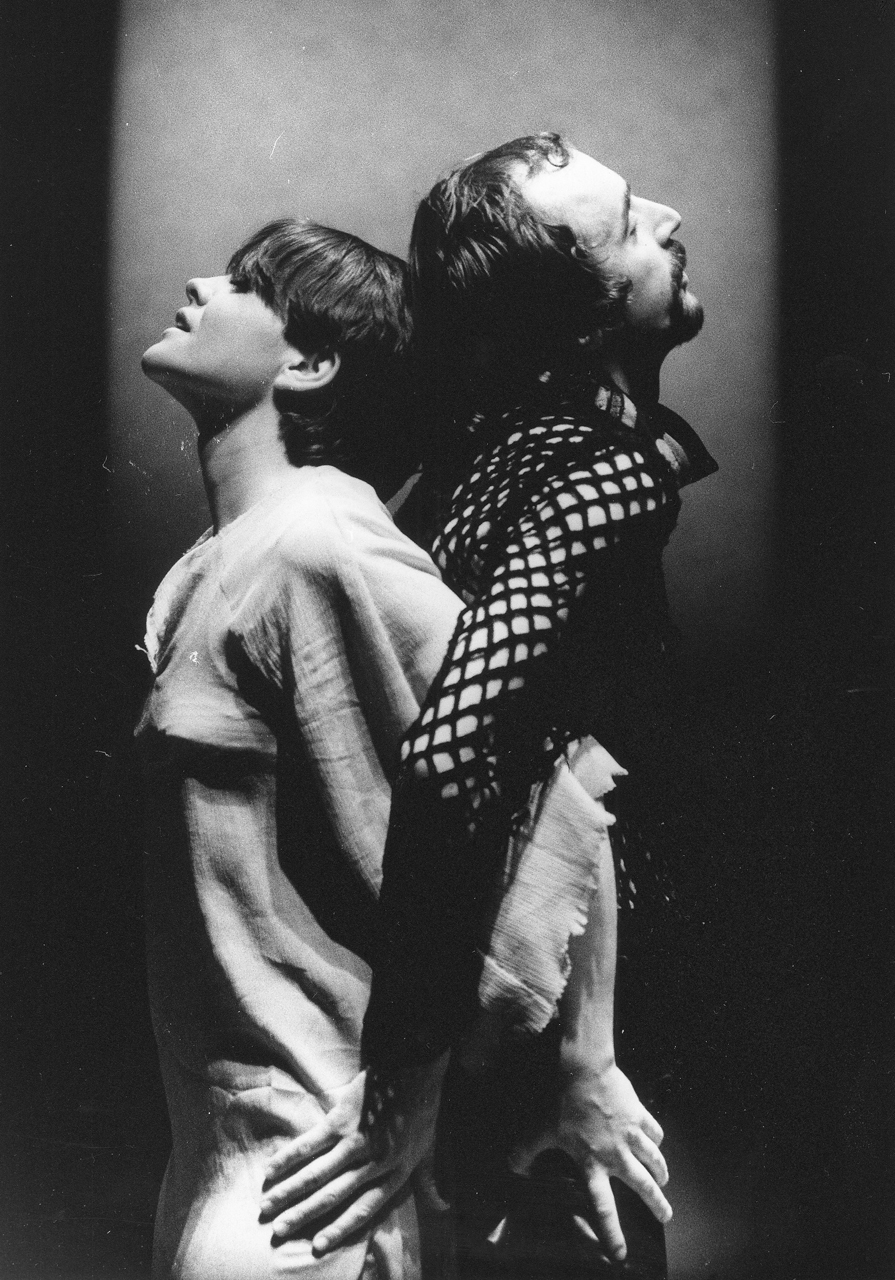
Jobba Gabival a Szerelmem, Elektra című előadásban (Korniss Péter felvétele)

- Aljosa (Dosztojevszkij–Kapás D.–Müller P.: A Karamazov testvérek)
- Sganarelle (Molière: Don Juan)
- V. László (Vörösmarty Mihály: Czillei és a Hunyadiak)
- Peacock (Brecht–Weill: Koldusopera)
- Miskin herceg (Dosztojevszkij–Tovsztonogov: A félkegyelmű)
- Ferenc József (Hernádi: Mata Hari)
- Timon (Shakespeare: Athéni Timon)
- Galy Gay (Brecht: Egy fő az egy fő)
- Kubinyi Tivadar (Magyar három nővér)
- Parrick Delafield (Hare: Vissza a fegyverekhez)
- Sir Andrew (Shakespeare: Vízkereszt))
- Jézus (Balogh E.–Kerényi I.: Csíksomlyói passió)
- Lucky (Beckett: Godot-ra várva)
- Öregember (Ionescu: A székek)

## Színházi rendezései
- Zorin: Varsói melódia
- Shakespeare: Sok hűhó semmiért
- Bulgakov: Rettegett Iván
- Ajtmatov: A versenyló halála
- Shakespeare: Vízkereszt, vagy amit akartok
- Brecht: Kurázsi mama, Mahagonny
- Fejes: Cserepes Margit házassága
- Tolsztoj: egy ló története
- Kassák: Angyalföld
- Dosztojevszkij–Tovsztonogov: A félkegyelmű
- Shaw: Szent Johanna
- Szigligeti: Liliomfi
- Katona József: Bánk bán
- Molière: Tudós nők
- Vörösmarty Mihály: Csongor és Tünde
- Csiky Gergely: A nagymama
- Madách Imre: Az ember tragédiája
- Szörényi Levente–Bródy János: Atilla – Isten kardja
- Szörényi Levente–Bródy János: István, a király
- Szörényi Levente–Bródy János: Veled, Uram!
- Goldoni: Csetepaté Chioggiában
- Jacques Offenbach: Orfeusz az alvilágban

## Filmjei

### Játékfilmek

#### Színészként
- Patyolat akció (1965)
- Fény a redőny mögött (1965)
- A tizedes meg a többiek (1965)
- Aranysárkány (1966)
- Hogy szaladnak a fák... (1966)

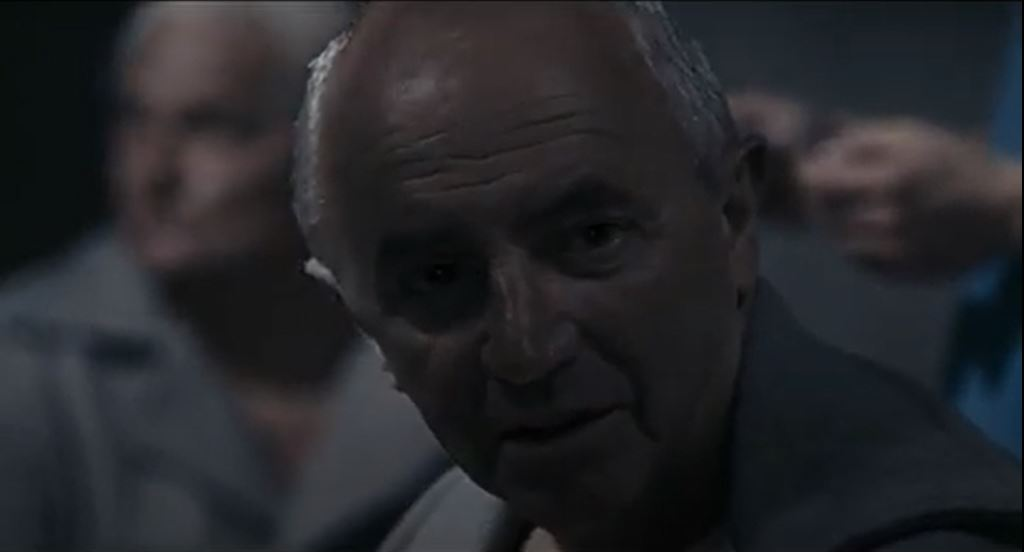
A Csendkút című filmben

- A koppányi aga testamentuma (1967)
- Nem várok holnapig... (1967)
- Lássátok feleim (1968)
- Falak (1968)
- Próféta voltál, szívem (1968)
- A beszélő köntös (1968)
- A Hamis Izabella (1968)
- Imposztorok (1969)
- Feldobott kő (1969)
- Krebsz, az isten (1969)
- N.N., a halál angyala (1970)
- Utazás a koponyám körül (1970)
- Nyulak a ruhatárban (1971)
- Trotta (1971)
- A magyar ugaron (1973)
- Fotográfia (1973)
- Bástyasétány '74 (1974)
- Bekötött szemmel (1975)
- Riasztólövés (1977)
- Tíz év múlva (1978)
- Talpra, Győző! (1982)
- Délibábok országa (1983)
- Elveszett illúziók (1983)
- Felhőjáték (1984)
- Első kétszáz évem (1985)
- Ördögi kísértetek (1986)
- Malom a pokolban (1987)
- Titánia, Titánia, avagy a dublőrök éjszakája (1988)
- Vadon (1989)
- Anna filmje (1992)
- Szeressük egymást gyerekek! (1996)
- Világszám! (2004)
- Emelet (2006)
- Csendkút (2007)

#### Rendezőként
- A gyertyák csonkig égnek (2005)

### Tévéfilmek

#### Színészként
- Hölgyfodrász (1966)
- A koppányi aga testamentuma (1967)
- Bors (1968)
- Az ember tragédiája (1969)
- Krisztina szerelmese (1969)
- Petőfi Mezőberényben (1969)
- A kolozsvári bíró (1971)
- A Montmartrei ibolya (1972)
- Napló – Radnóti Miklós (1975)
- Magellán (1977)
- Muslicák a liftben (1977)
- Január (1978)
- Görgey Gábor: Wiener Walzer (1979)
- Aki mer, az nyer (1979)
- Hínár (1981)
- Századunk (1981)
- Istenek és szerelmesek (1981)
- Nápolyi mulatságok (1982)
- Az út végén (1982)
- Mint oldott kéve 1-6. (1983)
- Szép história (1985)
- Nóra (1986)
- Hajnali párbeszéd (1986)
- Szarkofág (1987)
- Drága jótevőnk (1988)
- Barbárok (1989)
- Vadkacsavadászat (1989)
- Síremlék (1990)
- Lement a hold (1992)
- Privát kopó (1992)
- Feltámadás Makucskán (1995)

#### Rendezőként
- Varsói melódia (1969)
- Szerelem (1972)
- Rugyin (1974)
- Öt nap háború nélkül (1975)
- A szürkezakós és a mama (1976)
- Művészet, óh! (1978)
- Rettegés és ínség a Harmadik Birodalomban (1980)
- Brutus (1981)
- Andersen, avagy a mesék meséje (2006)
- A balkáni gerle

## Díjai, elismerései
- Jászai Mari-díj (1970, 1976)
- Érdemes művész (1986)

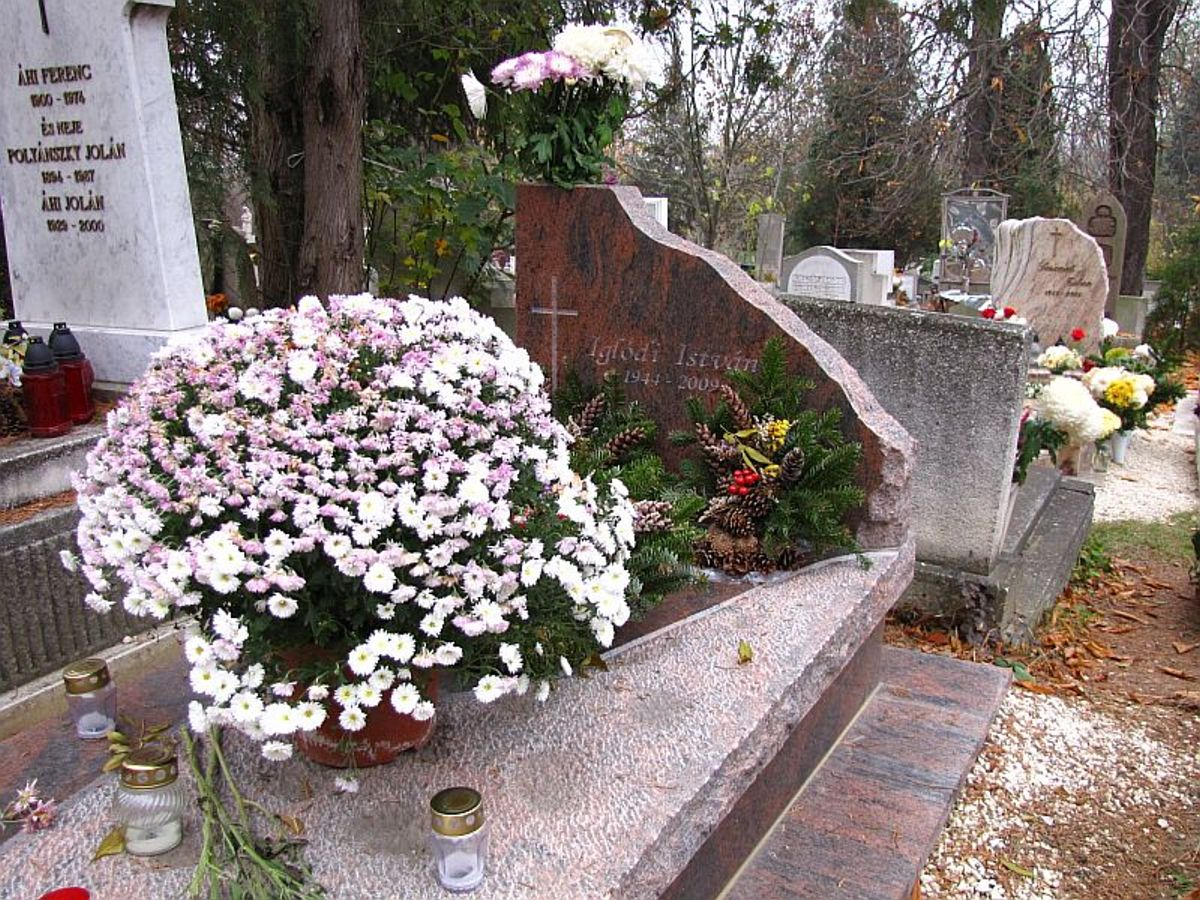
Sírja a Farkasréti temetőben (25/III-1-58). Tervezte: Kovács Yvette Alida, 2011.

- A Magyar Köztársasági Érdemrend kiskeresztje (1994)
- Kossuth-díj (1998)
- Vidor Fesztivál: Pierrot-díj (2003)
- Vidor Fesztivál: különdíj (2003)
- Főnix díj (2004)

## Iglódi István-emlékgyűrű
Az Iglódi István-emlékgyűrű Iglódiné Fábry Zsuzsa által 2011-ben alapított elismerés, melyet minden év májusában, a Pesti Magyar Színház évadzáró társulati ülésén adnak át.